# Lijst van musea in Namen (provincie)
Dit is een lijst van musea in de provincie Namen. 

## Musea

### Andenne
- Museum van de collegiale kerk

### Dinant
- Citadel
- Het Huis van Mijnheer Sax

### Fosses-la-Ville
- Galerie-museum 'Le Petit Chapitre', gewijd aan folkloristische poppen

### Han-sur-Lesse
- Expothème
- Musée du Monde souterrain

### La Roche-en-Ardenne
- Poterie-musée Les grès de La Roche

### Lavaux-Sainte-Anne
- Musée de la Chasse et de la Conservation de la Nature

### Namen
- Musée de la Sociéte archéologique de Namur (Oudheidkundig Museum)
- Musée Archéologique de Namur
- Musée Félicien Rops
- Musée provincial des Arts anciens du Namurois
- Musée des traditions namuroises
- Musée diocésain et Trésor de la cathédrale Saint-Aubain
- Musée Groesbeeck de Croix
- Musée africain
- Musée de l'Artillerie
- Musée du Trésor du Prieuré d'Oignies
- Musée des Arts anciens du Namenois (in het Hôtel de Gaiffier d'Hestroy

### Nimes
- Musee du petit format

### Transinne
- Euro Space Center

### Treignes
- Ecomuseum van de Viroin
- Stoomtreinmuseum
- Museum du Malgré-Tout
- Espace Arthur Masson

### Vresse-sur-Semois
- Musée du Tabac et du Folklore